# 安地列斯巨稻鼠
安地列斯巨稻鼠（学名：Megalomys desmarestii），又名馬島巨稻鼠，是加勒比海馬提尼克上已滅絕的稻鼠。牠們是西印度稻鼠中體型最大的，大如一隻貓，且是最近期滅絕的。牠們被追的時候，很多時會逃往水裡，但卻從未遠離居住的島嶼。現時仍未知牠們怎樣來到馬提尼克，於19世紀前牠們在當地仍很普遍。牠們對於椰子種植業是害蟲，當地曾實施一些消滅牠們的措施。牠們亦可以作為食物，但要消除其身體的麝香味，必須將牠們去毛及風乾，再用沸水煮熟才可以。培雷火山於1902年的爆發，破壞了整個島嶼，而安地列斯巨稻鼠亦隨之而消失了。